# Roger Secrétain
Pour les articles homonymes, voir Secrétain.
Roger Secrétain est un journaliste, écrivain et une personnalité politique française né à Orléans le 25 août 1902 et mort à dans la même ville le 30 décembre 1982.

## Biographie
D'ascendance beauceronne, Roger Secrétain est né à Orléans le 25 août 1902.
Orphelin de père à trois ans, il doit quitter l'école pour entrer dans la vie active dès l'âge de 14 ans, après avoir obtenu le brevet élémentaire. Il est d'abord apprenti ébéniste, puis employé aux écritures à la mairie d'Orléans, et surnuméraire aux contributions directes en 1920. Ses qualités intellectuelles le conduisent à compléter sa culture générale en autodidacte.
Par ailleurs, excellent musicien, il obtient un premier prix de violon au conservatoire d'Orléans. Il fréquente bientôt de jeunes intellectuels d'Orléans et fonde, avec son ami René Berthelot, futur directeur du conservatoire d'Orléans, un cercle littéraire qui publie deux revues entre 1924 et 1927, Le Grenier et Le Mail auxquelles collabore notamment Jean Zay, futur ministre de l'Éducation nationale.
En 1927, Roger Secrétain entre comme rédacteur au principal quotidien d'Orléans, Le Républicain orléanais, qui appartient à une famille de Bordeaux également propriétaire de La Petite Gironde. Ses qualités de journaliste sont très vite remarquées. Après avoir gravi tous les échelons au Républicain orléanais, il en devient le rédacteur en chef en 1938.
En 1940, après la destruction des locaux du journal (alors installé rue Royale) à la suite des bombardements ayant rasé une partie du centre d'Orléans, il se voit contraint de travailler à La Petite Gironde. Le journal orléanais ayant trouvé de nouveaux locaux (rue du Bourdon-Blanc) et changé son nom en Républicain du Centre, Roger Secrétain en prend la direction. Contraint de quitter le journal en 1942 en raison d'une nouvelle orientation politique qu'il refuse, Roger Secrétain entre en contact avec les milieux de la Résistance intérieure française.
Au printemps de 1943, avec le docteur Pierre Ségelle et l'industriel orléanais André Dessaux, il fonde le groupe de résistance orléanais de Libération-Nord. Le réseau est décimé en octobre et décembre 1943 par une série d'arrestations à laquelle il échappe au dernier moment. Il tente alors de gagner Londres par la Suisse mais, arrêté à la frontière, il est interné dans le canton du Valais.
À la Libération, La République du Centre succède au Républicain orléanais, supprimé comme tous les journaux du Loiret ayant paru sous l'Occupation. Roger Secrétain prend la direction du nouveau quotidien et réunit en une société anonyme à participation ouvrière, une SAPO les premiers employés du journal. Jusqu'à la fin de son activité de journaliste, Roger Secrétain a le souci de faire bénéficier La République du Centre des derniers progrès de la technique (premier ordinateur en 1965 ; nouvelles rotatives en 1969 ; dans de nouveaux locaux à Saran ; tirage en couleur en 1973).
Sollicité par ses amis politiques, Roger Secrétain se présente aux élections législatives de 1951 sous l'étiquette UDSR (un parti centriste auquel appartiennent alors également René Pleven et François Mitterrand). Il représente le Loiret à l'Assemblée nationale jusqu'en 1956. Entré au conseil municipal d'Orléans en 1953 dans des municipalités présidées par deux de ses anciens compagnons de résistance, les docteurs Pierre Chevallier puis Pierre Ségelle, il devient à son tour maire d'Orléans de 1959 à 1971. Il contribue alors largement à la création de la ville nouvelle d'Orléans-la-Source, et à celle de l'Université d'Orléans.
Roger Secrétain est décédé le 30 décembre 1982. Il est inhumé au cimetière de Saint-Pryvé-Saint-Mesmin, dans l'agglomération orléanaise.

## Œuvre
- Destin du poète, Paris, Rieder, 1936
- Péguy, soldat de la vérité, Marseille, éd. du Sagittaire, 1941

Prix Paul-Flat de l’Académie française 1942
- Lettre à une voyageuse, Paris, 1943.
- Les amis de Soulas, Paris, 1955
- Un sculpteur maudit, Gaudier-Brzeska, 1891-1915, Paris, Hachette, 1962.
- Jeanne d'Arc vous parle ; Jeanne d'Arc ou la tentation de Péguy, 1967.
- Orléans, Colmar, SAEP, 1972.
- Saint-Jean-du-Ciel, 1975.
- Ceux qui ont éclairé nos chemins. Essais de littérature, Paris, Plon, 1977.

Prix Guizot de l’Académie française
- Sagesse du pessimisme, 1978.

Les chroniques de Roger Secrétain publiées dans La République du Centre pendant de nombreuses années ont été rassemblées et publiées sous le titre de 
- Chroniques (5 vol.), Orléans et Montargis, 1961-1974.

Roger Secrétain a par ailleurs préfacé de nombreux ouvrages, la plupart dus à des auteurs orléanais. Mais aussi le premier volume des romans de Henry de Montherlant publié en 1959 dans la Bibliothèque de la Pléiade.

## Hommages
Une école maternelle publique et une avenue d'Orléans portent le nom de Roger Secrétain.

## Sources
- Roger Secrétain ; textes et documents réunis par Michel Secrétain, 1984.
- Serge Vannier, Les Hommes célèbres du XXe siècle dans le Loiret, Romorantin, Éditions CPE, 2001.